# 森ヶ崎鉱泉
森ヶ崎鉱泉（もりがさきこうせん）は、東京府東京市大森区森ヶ崎（現・東京都大田区大森南）にかつてあった鉱泉。

## 泉質
- アルカリ性塩類泉[1]

## 歴史
1899年（明治32年）に発見された。1902年（明治35年）頃には、鉱泉目的の旅館が建ち始め、大森海岸の海水浴場と相まって東京近郊の保養地として知られるようになった。
保養地とともに、花街としても発展し、三業地の指定も受けている。
多くの人が訪れており、某旅館の台帳には、芥川龍之介、田山花袋、堺利彦、徳田球一などの著名人の名が記されていたという。
1938年（昭和13年）8月24日に発生した大森民間機空中衝突墜落事故では、森ヶ崎鉱泉の三業地の置屋「四曼」に航空機が墜落している。
第二次世界大戦の戦時体制への移行に伴い、旅館は軍需工場の寮に転用され、鉱泉は閉鎖された。

## 森ヶ崎鉱泉源泉碑
1901年（明治34年）に建てられた石碑で、当時日本亡命中の朝鮮国（大韓帝国）の政治家陸鐘允による漢文の詩が刻まれている。元々は立田野旅館の横に建てられていたが、現在は大森寺に移されている。